# Kazuhito Tadano
Kazuhito Tadano (多 田野 数 人 Tadano Kazuhito, nacido el 25 de abril de 1980 en Tokio, Japón) es un lanzador diestro y entrenador del Ishikawa Million Stars en la Liga Japonesa de Béisbol Profesional. Antes fue lanzador de las Grandes Ligas de Béisbol para los Indios de Cleveland.

## Biografía

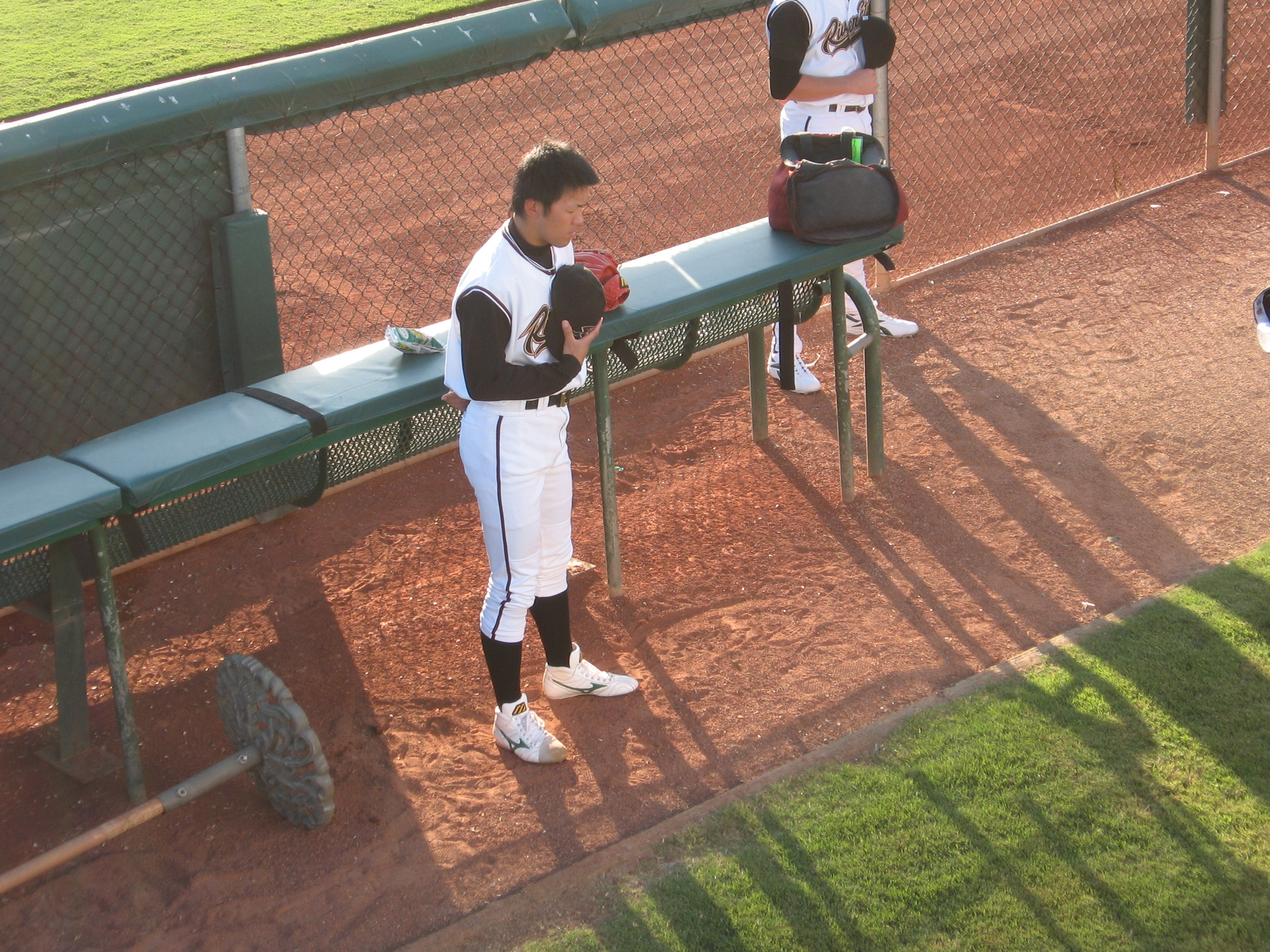
Tadano en 2006

Tadano fue el as de la escuela secundaria Yachiyo Shoin, y llevó a su escuela al torneo de verano de Koshien por primera vez. Era un lanzador de gran prestigio que asistió a la Universidad de Rikkyo, y se esperaba que fuera a un equipo de béisbol de alta competición de la Liga Japonesa de Béisbol Profesional (NPB) en 2002. Sin embargo, ningún equipo japonés quiso contratarlo, debido a un escándalo por un video porno gay en el que él aparecía, por lo que finalmente tuvo que abandonar Japón.
Los Indios de Cleveland firmaron con Tadano como agente libre en 2003, y se entrenó a través del sistema de formación de Cleveland, haciendo su debut en 2004. Hizo 14 apariciones y cuatro aperturas, con una efectividad de 4.65 en 5.065 entradas. 
En enero de 2004, salió a la luz en Estados Unidos que Tadano aparecía en un video porno gay llamado El sueño lascivo de una noche de verano (真 夏 の 夜 の 淫 夢 Manatsu No Yo No Inmu), filmado tres años antes de llegar a los Indios de Cleveland. 
Por esta razón Tadano apareció en una conferencia de prensa organizada por el equipo, en la cual Tadano dijo que: "yo era joven, jugaba béisbol e iba a la universidad, y mis compañeros de equipo y yo necesitábamos dinero".
Fue dejado de lado debido a una lesión a principios de la temporada 2005, pero se recuperó y traspasado de Cleveland a los Buffalo Bisons, por el resto del año.
El 4 de abril de 2006, Tadano fue transferido a los Atléticos de Oakland a cambio del jardinero Ramon Alvarado.
En 2007, Tadano fue enviado al equipo Doble A de Oakland, Midland, después de ser invitado a los entrenamientos de primavera. Finalmente fue promovido nuevamente a Triple-A y comenzó bien, luciendo preciso con un lanzamiento mejor. Curiosamente, tuvo problemas en junio. Su efectividad se disparó cuando cedió 29 carreras en 5 juegos. Fue trasladado al bullpen en julio, después de que Oakland degradó a Colby Lewis y Shane Komine.
En 2007, fue primera selección de los Nippon Ham Fighters para el equipo planeado por la universidad/compañía. Se convertiría en el último jugador de la Generación Matsuzaka en comenzar su carrera NPB. Se perdió el inicio de la temporada 2008 por una lesión.
En 2012, jugó su primera Serie de Japón contra los Yomiuri Giants. Sin embargo, fue expulsado del juego porque se juzgó que había arrojado maliciosamente una pelota a Ken Katoh, el receptor de los Giants. Es el primer lanzador que fue expulsado de un juego por un lanzamiento peligroso en la Serie de Japón, aunque su lanzamiento realmente nunca golpeó a Katoh.